# نهائي كوبا ليبرتادوريس 2004
نهائي كأس ليبرتادوريس 2004 هو النهائي الخامس والأربعون من بطولة كأس ليبرتادوريس، البطولة التي ينظمها اتحاد أمريكا الجنوبية لكرة القدم (كونميبول). أقيمت مباراة الذهاب في 23 يونيو على ملعب بوكا جونيورز، لا بومبونيرا، وأقيمت مباراة الإياب في 1 يوليو في ملعب بالوغراندي في مانيزاليس.

## عن الفريقين
| فريق         | نهائيات سابقة (الخط العريض يشير لسنة الفوز)    |
| ------------ | ---------------------------------------------- |
| بوكا جونيورز | 1963 ، 1977 ، 1978 ، 1979 ، 2000 ، 2001 ، 2003 |
| أونس كالداس  | -                                              |